# EFootball Pro Evolution Soccer 2020
EFootball (série de jeux vidéo)eFootball PES 2020 (également connu au Japon comme eFootball Winning Eleven 2020) est un jeu vidéo de football de la série eFootball PES développé par PES Productions et édité par Konami. Ce nouvel opus est le 19e de la série PES. Le jeu est sorti initialement le 10 septembre 2019 sur PlayStation 4, Xbox One et Microsoft Windows. L'attaquant vedette du FC Barcelone Lionel Messi est de retour en tant qu'ambassadeur du jeu et est présent sur la jaquette, sa dernière apparition remonte à Pro Evolution Soccer 2011. Ce nouvel opus apporte un changement de nom pour la série de Konami, la dénomination 'eFootball' apparaissant devant le titre du jeu,. 

## Système de jeu

### Nouveautés
Les améliorations de gameplay ont été réalisées en collaboration avec le footballeur espagnol Andrés Iniesta, afin de retranscrire le plus fidèlement possible les actions de jeu d'un terrain de football. Un nouveau système de dribble nommé le 'Finesse Dribble' permet d'améliorer la capacité d'anticipation des mouvements en proposant une nouvelle façon d'éliminer un adversaire. La réception de la balle par un joueur a été amélioré, celui-ci disposant d'une nouvelle palette d'animations prenant en compte le style de jeu du joueur mais aussi les mouvements et de la position du ballon.
Un nouveau système symbolisé par trois nouvelles aptitudes propres à chaque joueur nommé 'Inspire' promet une meilleure gestion des interactions entre les joueurs sur le terrain, les joueurs réputés pour être dribbleurs seront par exemple épaulés par leurs coéquipiers qui s'écarteront afin de créer des espaces et de proposer des solutions, tandis que les joueurs ayant des qualités de passes verront leurs coéquipiers se rapprocher pour bénéficier de meilleures solutions de passes.
La défense se veut plus réaliste avec de nouvelles animations de tacles, de dégagement du ballon et la possibilité de tirer le maillot de l'adversaire afin de provoquer une faute intentionnelle. De nouvelles compétences et de nouveaux gestes techniques inspirés du joueur Ronaldinho ont été ajoutés, tandis que la physique de balle continue d'être améliorée comme à chaque édition.
eFootball PES 2020 apporte de nouvelles améliorations visuelles, apportant un système de lumière dynamique qui évolue et bouge au fur et à mesure que le match se déroule,, tandis que les modèles des joueurs ont été améliorés tout comme la qualité de modélisation de la pelouse.

### Modes de jeu
Le mode Ligue des Masters a subi la plus importante refonte de ces dernières années : de nombreuses nouvelles cinématiques ont été ajoutées, et celles-ci intègrent un système de dialogue interactif, donnant au joueur la possibilité de participer à des conférences de presse, des réunions ou des discours dans les vestiaires, le tout ayant pour objectif de créer une histoire. Dans sa quête de réalisme, Konami propose un système de transfert plus réaliste avec l'ajout des vrais prix qui régissent le monde du football, des frais de transferts aux salaires des joueurs. La proportion de transferts est paramétrable, tout comme la difficulté des négociations et la possibilité de ne pas activer le mercato estival de la première saison du mode.
Des entraîneurs ayant pour trait des personnalités du monde du football tels que Diego Maradona, Johan Cruyff ou Zico sont modélisés et jouables dans le mode, et les joueurs peuvent créer leurs propres logos de sponsors qui sont visibles à plusieurs reprises au cours de la saison.
Un nouveau mode de jeu en ligne sur MyClub nommé Matchday propose de participer à des duels entre des clubs s'affrontant réellement pendant la saison. Chaque camp est sélectionnable et les joueurs ayant remporté le plus de points sont sélectionnés pour participer à la grande finale, qui est retransmise et visible en direct par tous les joueurs. À la fin de l’événement, tous les joueurs obtiennent des points et des récompenses.

### Licences
Un nouvel accord entre Konami et le FC Barcelone a été annoncé et est effectif pour une durée de 4 ans.
Le 12 juin, Konami confirme le retour de la Division 2 d'Espagne et de la Division 2 d'Italie, la division 2 espagnole reprend, elle le même statut de licence que dans PES 2018, c'est-à-dire une licence complète des joueurs mais présents dans des clubs sans licence, alors que la Division 2 italienne est entièrement licencié.
Le 28 juin, Konami prolonge et étend son partenariat avec Arsenal FC jusqu'en juin 2022.
Le 2 juillet, Konami annonce avoir conclu un accord de long terme avec Manchester United, qui remplace ainsi le Liverpool FC, ce dernier étant arrivé à la fin du contrat établi avec Konami 3 ans auparavant.
Le 12 juillet, Konami officialise un partenariat de long terme avec le Bayern Munich,.
La démo jouable annoncé par Konami lors de la finale de la PES League qui est disponible le 30 juillet 2019 contient les 11 équipes suivantes sous licence:
Konami annonce son dernier club exclusif il s’agit de la Juventus FC qui aura exclusivement les droits sur le logo, maillots, et nom du club laissant son concurrent FIFA avoir le club sous un faux nom (Piemonte Calcio EA).

## eFootball.Pro League
L'eFootball.Pro League fait son retour le 15 décembre 2019 avec un succès important (400 000 personnes ont regardé le direct proposé par Konami sur la chaîne YouTube officielle du jeu). La ligue comporte maintenant 10 équipes avec la Juventus de Turin, le Bayern Munich, Arsenal et Manchester United qui viennent s'ajouter à l'AS Monaco, Boavista, le FC Barcelone, le FC Nantes et le FC Schalke 04.
La compétition ne se déroule non plus à deux joueurs comme la saison dernière mais à trois, modifiant profondément l'organisation des équipes présentes lors de la première saison.

## DLCs et mises à jour

### DLC 1.0
Le DLC 1.0 est sortie le 12 septembre 2019 et est considéré comme un patch day one, il met à jour les transferts et corrige le gameplay. Malgré ces mises à jour de gameplay, la jouabilité online est jugée mauvaise, l'équipe de développement annonce une nouvelle correction pour le DLC 2.0.

### DLC 2.0
Le DLC 2.0 est sorti le 24 octobre 2019 est contient une importante mise à jour du gameplay. Le DLC comprend également de nouveaux visages modélisés (Mike Maignan, Kamil Glik...), l'ajout du club de Brescia Calcio et de la transition de replay à la Série A (devenant complète dans le jeu), ainsi que l’entièreté de la Série BKT (maillots, noms et logos des clubs et coupe, nom et logo de la compétition) mais ne contiendra cependant pas de nouveaux stades contrairement aux années précédentes.

### DLC 3.0
Le DLC 3.0 est sorti le 5 décembre 2019 et contient de nombreux ajouts comme le Stade de Grêmio, des nouveaux maillots d'équipe nationales, modélisations de près de 30 joueurs et des ajouts de détails de certains stades comme les vues extérieurs de Old Trafford et du Juventus Stadium ou encore le tunnel du Stade Cícero-Pompeu-de-Toledo.

### DLC 4.0
Le DLC 4.0 est sorti le 14 janvier 2020 est ajoute 8 légendes (Andrea Pirlo, Robbie Keane...) ainsi que 18 autres modélisations de légendes déjà présentes dans le jeu et au total plus de 50 nouvelles modélisations de joueurs. Sont aussi inclus les transferts du mercato hivernal et les données de la nouvelle saison des Série A et B brésiliennes ainsi que de la Toyota Thaï League.

### DLC 5.0
Le DLC 5.0 est sorti le 5 mars 2020 et contient en plus de 30 nouvelles modélisations de joueurs, un nouveau type de cartes MyClub afin de célébrer les 25 ans de la licence, consistant à donner des statistiques d'un match particulier pour certaines légendes. Le datapack contient également un nouveau maillot pour le Bayern Munich pour fêter les 120 ans du club.

### DLC 6.0
Le DLC 6.0 est sorti le 9 avril, il contient des nouvelles modélisations de joueurs, de nouvelles photos d'illustrations, notamment pour les feuilles de matchs; de nouveaux ballons ainsi que des décors d'interview.

### DLC 7.0

#### Contenue Euro 2020
Le DLC 7.0 est le plus important de l'opus, il est sorti le 4 juin et contient notamment le scoreboard, le trophée de la compétition et l'identité visuelle (fond d'écran, habillage de stade...) de l'UEFA Euro 2020 qui sont désormais intégrés au jeu, ainsi que le Wembley Stadium et le Gazprom Arena.

## eFootball PES 2021 Season Update
En septembre 2020, le jeu a bénéficié d'une nouvelle version, baptisée eFootball PES 2021 Season Update, contenant les dernières données sur les joueurs et les listes de clubs.

### Nouveautés
Cette version intègre notamment de nouvelles célébrations et de nouveaux entraîneurs (Ryan Giggs, Pep Guardiola et Frank Lampard),. On note aussi le retour du championnat colombien après près d'une demi-année d'absence dans le jeu (disparu dans l'un des datapacks d'eFootball Pro Evolution Soccer 2020). De plus et même si ça ne l'avait pas été annoncé clairement dans la communication, le gameplay du jeu a été légèrement revu. Enfin, certains stades devraient être revus comme celui de l'AS Roma qui est devenu partenaire exclusif de eFootball PES,. Toujours au niveau des stades, certains se voient complétés de néons à la suite de l'ajout d'un effet néon dans le jeu grâce à la technologie « enlightened ».
Le jeu intègre notamment énormément de nouvelles « iconic moments » types de cartes spéciales présentant des versions améliorés des « légendes » du jeu mettant en valeur une prestation individuelle remarquable,. Ces cartes sont jouables dans le mode de jeu phare « MyClub»  ou le but est de monter son équipe de rêve par le biais d'ouverture de « packs ».
Comme son prédécesseur,, le jeu intègre un mode spécial pour l'euro 2020, en intégrant les mêmes éléments que dans le datapack 7 d'eFootball PES 2020.

## Bande-son
Voici la liste officielle des 24 musiques utilisées dans le jeu final :
- Afrika - Te'Amir
- Anything I Do - CLiQ ft. Ms Banks, Alika
- Armatopia - Johnny Marr
- Bounce - Leo Justi (Feat. Empara Mi)
- Boys Got to Go - Broncho
- Circle Up - Party Favor (feat. Bipolar Sunshine)
- Comeback Kid - Sharon Van Etten
- Dinners Gettin' Cold - Biig Piig
- Double Denim Hop - Buzzard Buzzard Buzzard
- Forgotten Graves - The Brian Jonestown Massacre
- Frens - Obongjayar
- Heaven - Pumarosa
- Higher - Dylan Cartlidge
- In Person - Low Island
- In Your Head - Nilüfer Yanya
- Intercontinental - Tasha the Amazon
- Livin U - Dirty Nice ft Desta French
- MPTS - Branko & PEDRO
- Say Something - Jordan Rakei
- Snake Skin Boots - Blimes & Redinho
- Started Out - Georgia
- The Revolution - Ross from Friends
- When I'm With Him - Empress Of
- Wide Awake - Parquet Courts

## Accueil

### Critiques
Les avis sont en globalité positifs pour cet eFootball PES 2020, la plupart des critiques sont élogieuses envers le gameplay du titre, cependant, on note chez Gamekult un opus qui se cherche et des trop grandes différence de gameplay selon les versions. 
ActuGaming relève  "Konami a encore fait de gros efforts dans le gameplay, pour y retrouver une expérience une fois de plus fun, réaliste, et surtout cohérente dans les compartiments du jeu. La construction est encore plaisante, la physique de balle également, et l’IA varie les actions de jeu".  

### Récompenses
| Liste des récompenses et nominations | Liste des récompenses et nominations | Liste des récompenses et nominations | Liste des récompenses et nominations |
| Prix                                 | Catégorie                            | Résultats                            | Réf.                                 |
| ------------------------------------ | ------------------------------------ | ------------------------------------ | ------------------------------------ |
| Prix E3 du jeu de l'année 2019       | Meilleur jeu de sport                | Vainqueur                            | [ 47 ]                               |
| Gamescom                             | Meilleur jeu de sport                | Nommé                                | [ 48 ]                               |